# Association de malfaiteurs
Association de malfaiteurs är en fransk komedifilm från 1987 i regi av Claude Zidi.

## Komplott
Thierry, Gérard, Francis och Daniel, vänner och tidigare kollegor på HEC Paris, deltar på en kväll som anordnas av skolan. Gérard och Thierry är affärspartners som anklagas för att ha rånat ett kassaskåp från en rik tycoon i denna sitcom. Ett spratt slår tillbaka när de två får sin kollega Daniel att tro att han har vunnit på lotteriet. Ägaren till kassaskåpet ringer polisen, som förföljer den intrigerande duon. De två rånar kassaskåpet en andra gång för att täcka förlusten av pengarna som stulits i det första rånet. Monique är den sensuella poliskommissarie och ex-kärlek till rånoffret som utreder det märkliga fallet.

## Produktion
- François Cluzet som Thierry
- Christophe Malavoy som Gerard
- Véronique Genest som Monique Lemercier
- Jean-Claude Leguay som Daniel
- Jean-Pierre Bisson som Bernard Hassler
- Claire Nebout som Claire
- Gérard Lecaillon som Francisco